# Kevin Sinfield

a Compétitions nationales et continentales officielles uniquement.

b Matchs officiels uniquement.
Kevin Sinfield OBE, né le 12 septembre 1980 à Oldham, est un joueur de rugby à XIII international anglais et britannique jouant au poste de troisième ligne, de demi d'ouverture, de demi de mêlée ou de talonneur.
Il débute en professionnel à seulement seize ans au sein du club des Leeds Rhinos avec lesquels il dispute toute sa carrière en rugby à XIII. Titulaire indiscutable durant quinze années, il dispute plus de 500 rencontres et remporte de nombreux titres dont le World Club Challenge en 2005, 2008 et 2012, la Super League en 2004, 2007, 2008, 2009, 2011, 2012 et 2015 ou encore la Challenge Cup en 2014 et 2015. En sélection, il est également tout autant indiscutable et représente à vingt-six reprises l'Angleterre prenant part aux éditions de la Coupe du monde en 2000, 2008 et 2013. Il termine sa carrière sportive par une ultime pige en rugby à XV au sein de Yorkshire Carnegie.
Après sa carrière, il occupe tout d'abord de nombreux postes en rugby à XIII en rejoignant la fédération anglaise de rugby à XIII au sein de l'encadrement de la sélection anglaise puis en devenant du directeur du rugby aux Leeds Rhinos à partir de 2018. En 2021, il décide de poursuivre ses activités dans le rugby à XV en prenant en charge la défense des Leicester Tigers. Parallèlement, en soutien de son ami et ex-coéquipier Rob Burrow, il participe à de nombreuses œuvres de charité autour de la maladie de Charcot.

## Biographie

### Carrière de joueur en rugby à XIII
Kevin Sinfield est né le 12 septembre 1980 à Oldham. Il fait ses premiers pas dans le rugby à XIII au sein du club de quartier de « Waterhead Warriors ARFC » d'où sont également sortis de nombreux grands noms de rugby à XIII tels que Barrie McDermott, Paul Sculthorpe, Danny Sculthorpe, Paul Highton, Lee Jewitt, Marc Sneyd et Gareth Owen. En août 1997, à l'âge de seize ans, il rejoint alors le club de Super League des Leeds Rhinos et dispute le 22 août 1997 sa première rencontre contre Sheffield Eagles suivi de sa deuxième contre St Helens trois jours plus tard. La saison 1998, il effectue deux nouvelles apparitions en Super League contre Salford et Huddersfield marquant même contre ce dernier son premier essai de sa carrière.
À partir de 1999, Kevin Sinfield devient un joueur récurrent et le restera toute sa carrière de Leeds Rhinos prenant part à 21 rencontres et marquant deux essais et tapant ses premiers points au pied. Il clôt la saison avec 32 points inscrits. Leeds atteint cette année-là la finale de la Challenge Cup qu'il remporte 52-16 contre les London Broncos, toutefois Sinfield n'est pas sur la feuille du match voyant ses coéquipiers soulever le trophée, il avait pris part uniquement au quart-de-finale victorieux contre Widnes 46-10. La saison 2000 confirme son potentiel puisqu'il devient alors un titulaire régulier au poste de deuxième ligne ou de troisième ligne dans le sillage de Francis Cummins, Keith Senior et Iestyn Harris. Leeds termine aux postes de la finale en étant battu par Bradford en finale préliminaire et est battu en finale de la Challenge Cup par le même adversaire, finale que Sinfield ne dispute pas. La fin de sa saison est ponctuée par ses premières sélections avec l'Angleterre puisqu'il est convoqué par John Kear pour la Coupe du monde d'une sélection emmenée par Andy Farrell et ses coéquipiers Darren Fleary, Andy Hay, Adrian Morley, Senior et Chev Walker. Il prend part à trois rencontres durant ce tournoi, marquant trois essais contre la Russie (victoire 76-4), et prenant part à la victoire contre les Fidji et à la défaite inaugurale contre le futur vainqueur l'Australie à Twickenham. L'Angleterre est demi-finaliste de cette édition à la suite de son élimination par la Nouvelle-Zélande.
À partir de la saison 2001, Kevin Sinfield devient le botteur de Leeds en l'absence d'Harris, Leeds enchaîne de belles performances mais voit sa saison se clore sur une défaite contre St Helens en finale préliminaire. Il prend part au poste de talonneur en fin de saison aux « Ashes » disputées par la sélection de Grande-Bretagne de David Waite contre l'Australie pour trois rencontres, deux défaites mais une victoire 20-12, ainsi qu'à une victoire contre la France durant un match de préparation 42-12. Sinfield devient alors un des éléments incontournables de la sélection anglaise et britannique jusqu'en 2013. Lors des saisons 2002 et 2003, Sinfield reste un élément régulier au sein d'une équipe de Leeds qui incorpore de nombreux jeunes à l'image de Matt Diskin, Walker, Danny Ward, Rob Burrow, Danny McGuire et Jamie Jones-Buchanan, et dominera les futures années en s'appuyant sur ces éléments. Il dispute en 2003 sa première finale de Challenge Cup mais elle est perdue contre Bradford 22-20.

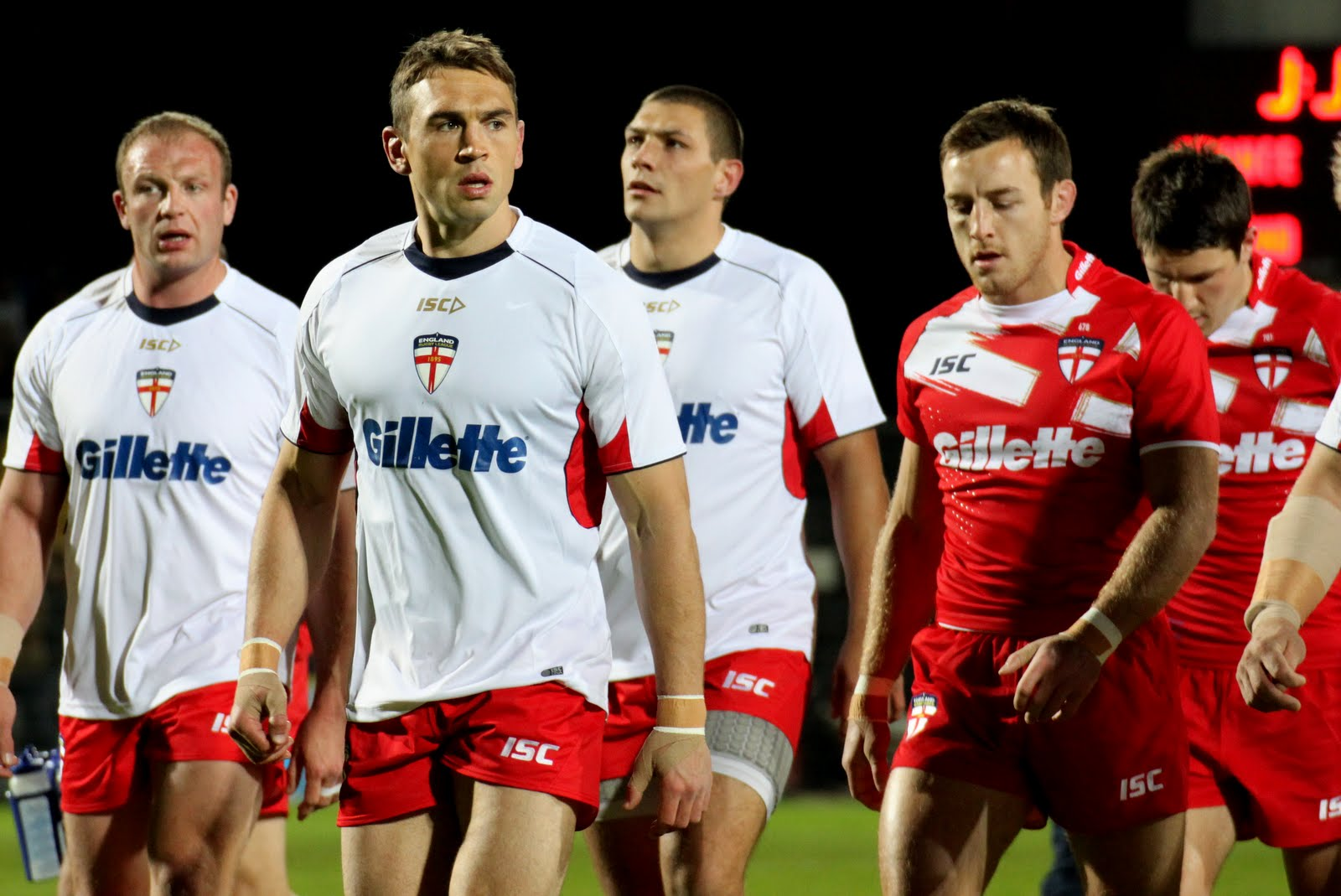
Kevin Sinfield avec l'Angleterre.

Lors de la saison 2004, l'alchimie entre les joueurs de Leeds devient victorieux. Au sortir d'une saison régulière que Leeds remporte en connaissant que deux défaites, le club remporte son premier titre de Super League au terme d'une finale remportée 16-8 contre Bradford. Sinfield est le botteur de l'équipe depuis le départ d'Harrys pour le rugby à XV (botteur jusqu'en 2001) et le retour de Ben Walker en National Rugby League (botteur en 2002). Sinfield inscrit 152 buts cette saison-là et participe grandement à son premier titre de Super League. Lors de la saison 2005, il commence la saison par un titre de World Club Challenge gagné 39-32 contre les Canterbury-Bankstown Bulldogs de Troy Grimaldi et Sonny Bill Williams. Il prend le capitanat de Leeds cette saison-là, dispute une nouvelle fois la finale de la Super League perdue contre Bradford 15-6 et est nommé dans l'« équipe de rêve » de la Super League avec Burrow, Ali Lauitiiti et Mark Calderwood, et perd également la Challenge Cup en finale contre Hull FC bien qu'étant nommé homme du match lors de la finale disputée à la charnière avec Burrow. Fin 2005, il dispute avec la Grande-Bretagne le Tri-nations 2005 pour une dernière place au classement face à l'Australie et la Nouvelle-Zélande.
Il est de nouveau nommé dans l'« équipe de rêve » de la Super League en 2006 avec Gareth Ellis et McGuire mais leur parcours se clore au premier tour des barrages contre Warrington, et parallèlement en demi-finale de la Challenge Cup contre Huddersfield. Lors des saisons 2007-2008-2009, Leeds réussit le « Three-Peat » en remportant la Super League trois années consécutives et en cultivant la culture de la victoire sur des matchs couperets en phase finale en battant trois fois en finale St Helens 33-6 en 2007, 24-16 en 2008 et 18-10 en 2009, où dans cette dernière finale Sinfield est élu meilleur joueur de la finale, et est nommé dans l'« équipe de rêve » en 2008 et 2009. Il prend part également avec l'Angleterre à la Coupe du monde 2008 avec une place de demi-finaliste contre les futurs vainqueurs la Nouvelle-Zélande et à la finale du tournoi des Quatre Nations 2009 perdue contre l'Australie 46-16. Enfin, il ajoute un second titre de World Club Challenge obtenu en 2008 contre Melbourne Storm en étant nommé homme du match.

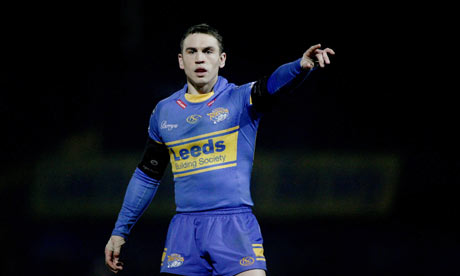
Kevin Sinfield avec Leeds.

Après une finale ratée à la suite d'une défaite en demi-finale en 2010, Leeds renoue avec deux nouveaux titres de Super League 2011 et 2012 et une nouvelle désignation d'meilleur joueur de la finale en 2012 bien que son équipe ne termine que cinquième des saisons régulières, ainsi que le titre de Gold Boot récompensant le meilleur joueur du monde par la fédération internationale. Il prend également à la finale du tournoi des Quatre Nations 2011 perdue contre l'Australie 30-8 et remporte avec Leeds le Wolrd Club Challenge 2012 contre Manly-Warringah Sea Eagles. La saison 2013 est sa dernière saison sous le maillot de l'Angleterre. Après une saison où Leeds voit son parcours s'arrêtait en finale préliminaire contre Wigan, Sinfield prend part à sa troisième édition de Coupe du monde disputée à domicile. Sinfield et l'Angleterre tiennent leur qualification pour la finale à quelques secondes de la fin de la rencontre en demi-finale contre la Nouvelle-Zélande avant une ultime action néo-zélandaise amenant un essai de Shaun Johnson, l'Angleterre perd cette rencontre 20-18 et laisse Sinfield l'amertume d'avoir disputé trois demi-finales de Coupe du monde sans en remporter une seule.
Ses deux dernières saisons avec Leeds restent encore couronnées de succès puisqu'il clôt sa carrière sur un doublé Super League/Challenge Cup en 2015 en mettant fin sur sa carrière de rugby à XIII. Il emporte avec lui également le record de points inscrits en Super League avec 3641 points et est tout près d'être élu meilleur sportif anglais en 2015 puisque seul le joueur de tennis Andy Murray le devance.
À la fin de sa carrière, il déclare n'avoir qu'un seul regret en rugby à XIII, celui ne pas avoir su profiter pleinement de ses titres en regardant toujours devant lui.

### Fin de carrière avec une pige en rugby à XV
Il a terminé sa carrière de joueur en faisant une saison avec l'équipe de rugby à XV Yorkshire Carnegie en 2015-2016, avant de devenir le Directeur du rugby des Leeds Rhinos XIII.

### Après carrière dans le rugby à XV
En juin 2021, l'entraîneur du club de rugby à XV de Leicester, Steve Borthwick, l'incorpore dans son staff où Sinfield prend en charge la défense. Sinfield parle de « grand défi » dans un club qui joue les premiers rôles dans le Championnat d'Angleterre. Son impact sur les résultats de Leicester est très vite mis en avant par les médias ainsi que pour l'apprentissage de la résistance à la douleur. Leicester réalise une saison de haute volée en 2021-2022 en étant l'une des meilleures défenses du Championnat.

## Palmarès
Tous ses titres ont été remportés en rugby à XIII :
- Collectif :
  - Vainqueur du World Club Challenge : 2005, 2008 et 2012 (Leeds).
  - Vainqueur de la Super League : 2004, 2007, 2008, 2009, 2011, 2012 et 2015 (Leeds).
  - Vainqueur de la Challenge Cup : 1999[4], 2014 et 2015 (Leeds).
  - Finaliste du Tournoi des Quatre Nations : 2009 et 2011 (Angleterre).
  - Finaliste de la Super League : 1998[4] et 2005 (Leeds).
  - Finaliste de la Challenge Cup : 2000[4], 2003, 2005, 2010, 2011 et 2012 (Leeds).
- Individuel :
  - Élu Golden Boot : 2012.
  - Membre de l'Ordre de l'Empire britannique (MBE), 2014[5] (OBE), 2022.
  - Nommé dans l'équipe type de Super League : 2005, 2006, 2008 et 2009 (Leeds)
  - Élu meilleur joueur de la finale de la Super League : 2009 et 2012 (Leeds).
  - Élu meilleur joueur de la finale de la Challenge Cup : 2005 (Leeds).
  - Élu meilleur joueur du World Club Challenge : 2008 et 2012 (Leeds).

### Statistiques
| Saison | Club         | Compétition  | Matchs | Points | Essais | Goals | Drops |
| ------ | ------------ | ------------ | ------ | ------ | ------ | ----- | ----- |
| 1997   | Leeds Rhinos | Super League | 2      | -      | -      | -     | -     |
| 1998   | Leeds Rhinos | Super League | 2      | 4      | 1      | -     | -     |
| 1999   | Leeds Rhinos | Super League | 21     | 32     | 2      | 12    | -     |
| 2000   | Leeds Rhinos | Super League | 26     | 28     | 7      | -     | -     |
| 2001   | Leeds Rhinos | Super League | 33     | 99     | 10     | 29    | 1     |
| 2002   | Leeds Rhinos | Super League | 32     | 96     | 8      | 32    | -     |
| 2003   | Leeds Rhinos | Super League | 35     | 273    | 6      | 122   | 5     |
| 2004   | Leeds Rhinos | Super League | 31     | 323    | 4      | 152   | 3     |
| 2005   | Leeds Rhinos | Super League | 31     | 324    | 6      | 149   | 2     |
| 2006   | Leeds Rhinos | Super League | 26     | 223    | 3      | 105   | 1     |
| 2007   | Leeds Rhinos | Super League | 32     | 305    | 6      | 139   | 3     |
| 2008   | Leeds Rhinos | Super League | 34     | 293    | 4      | 137   | 3     |
| 2009   | Leeds Rhinos | Super League | 29     | 261    | 4      | 121   | 3     |
| 2010   | Leeds Rhinos | Super League | 29     | 262    | 4      | 121   | 4     |
| 2011   | Leeds Rhinos | Super League | 36     | 330    | 2      | 160   | 2     |
| 2012   | Leeds Rhinos | Super League | 37     | 369    | 7      | 168   | 5     |
| 2013   | Leeds Rhinos | Super League | 28     | 230    | 4      | 106   | 2     |
| 2014   | Leeds Rhinos | Super League | 27     | 226    | 5      | 102   | 2     |
| 2015   | Leeds Rhinos | Super League | 30     | 289    | 3      | 137   | 3     |

## Activités extra-sportives

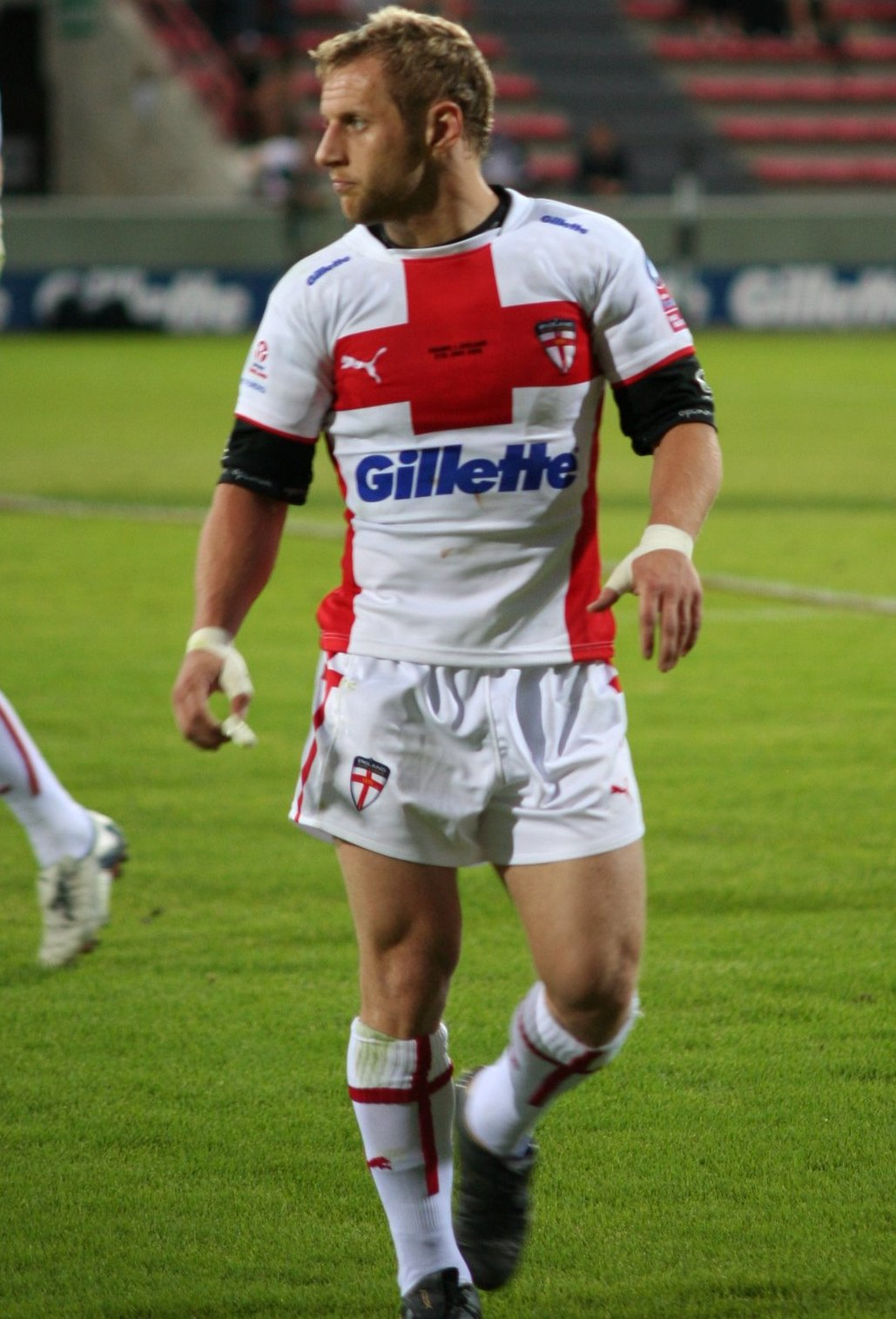
Son ami Rob Burrow atteint de la maladie de Charcot.

En décembre 2019, son ami et excoéquipier Rob Burrow apprend qu'il est atteint de la maladie de Charcot. Kevin Sinfield prend une part active pour l'aider en prenant part à plusieurs évènements pour ramasser des dons pour la recherche et soutenir son ami. Il se distingue à l'hiver 2020-21 en courant 7 marathons en 7 jours et rejoint l'organigramme de l'organisation de bienfaisance « Rugby League Cares » et déclare à cet effet en décembre 2021 : « J'ai toujours dit que je ne quitterais jamais ce sport. Il m’a donné tout ce que j’ai et c’est vraiment important pour moi de donner quelque chose en retour. ».

### Articles annexes
- Statistiques et records de la Super League